# めいとこねこバス
『めいとこねこバス』は、スタジオジブリ制作の日本の短編アニメーション映画。宮崎駿監督作品。2002年公開。三鷹の森ジブリ美術館限定上映作品として制作された。1988年公開『となりのトトロ』の番外編的な性格を持つ作品である。ジブリ美術館地下一階の映像展示室『土星座』で定期的に上映されており、美術館用短編の中では最も人気のある作品である。

## あらすじ
主人公のメイはある日、自宅の庭で、生き物のように振舞う不思議なつむじ風に遭遇する。メイは慌てて部屋に避難するが、つむじ風も部屋の中に入ってきてしまう。好奇心旺盛なメイはそのつむじ風を部屋の中に閉じ込める事に成功する。つむじ風の正体は、親からはぐれたこねこバスだった。メイはこねこバスに自分のキャラメルをあたえ、二人は友達となる。その夜、眠りについたメイをこねこバスが迎えに来る。メイはこねこバスに乗り、夜の空中散歩を楽しむ。やがてトトロたちを乗せた大小様々なネコバス達と共に鎮守の森に到着する。森の奥にはトトロやススワタリなど多くのもののけたちが集まっていた…。

## スタッフ
- 原作・脚本・監督：宮崎駿
- 演出アニメーター：二木真希子、杉野左秩子、米林宏昌
- 美術：伊奈涼子
- 音楽：久石譲
- プロデューサー：鈴木敏夫

## キャスト
- メイ：坂本千夏
- トトロ：宮崎駿

## 備考
- 聴覚障害者への配慮から字幕版もあり、1時間に1回上映される。ちなみに字幕版は、全体的にマイルドな音付けに変更しているという。
- 2022年にジブリパークの「ジブリの大倉庫」エリアが開業すると、同エリア内にある『映像展示室オリヲン座』の上映ラインナップに加わっている。